# Myodese
Die Myodese ist neben der Myoplastik eine der beiden üblichen Operationstechniken zur Deckung des Stumpfes bei einer Amputation, zum Beispiel des Ober- oder Unterschenkels.
Bei der Myodese werden die Stümpfe der durchtrennten Muskeln mittels Bohrkanäle direkt am Knochen verankert und erlauben dadurch eine bessere und luxationssichere muskuläre Deckung des Knochenendes.